# Montferrand-du-Périgord
 Montferrand-du-Périgord  (en occitano Mont Ferrand de Perigòrd) es una población y comuna francesa, situada en la región de Aquitania, departamento de Dordoña, en el distrito de Bergerac y cantón de Beaumont-du-Périgord.

## Demografía
| 232 | 236 | 211 | 185 | 197 | 180 |
| Para los censos de 1962 a 1999 la población legal corresponde a la población sin duplicidades (Fuente: INSEE [Consultar]) |     |     |     |     |     |